# Тарасенко, Валерий Леонидович
Валерий Леонидович Тарасенко (бел. Валерый Леанідавіч Тарасенка; род. 1 сентября 1981, Минск) — белорусский футболист, центральный защитник, тренер. Мастер спорта Беларуси.

## Биография
Воспитанник минской футбольной школы «Смена», где занимался с восьми лет, первый тренер — Николай Николаевич Едалов. Первые матчи на взрослом уровне сыграл в 1997 году во второй лиге в составе минского «Реала».
С 1999 года играл за команды, входившие в систему клуба БАТЭ — «Смена-БАТЭ» и «РШВСМ-Олимпия» во второй лиге, и за дубль БАТЭ в первенстве дублёров. В основном составе борисовского клуба дебютировал 14 мая 2002 года в матче высшей лиги против минского «Торпедо», заменив на 80-й минуте Александра Ермаковича. Чемпион Беларуси 2002 года, в «золотом матче» против «Немана» (1:0) вышел на замену и забил победный гол в дополнительное время. Финалист Кубка Беларуси 2002 года, в финальном матче также вышел на замену. В 2003 и 2004 годах стал чаще появляться в стартовом составе БАТЭ и становился в этих сезонах серебряным призёром чемпионата. Всего за борисовский клуб сыграл 51 матч и забил 13 голов в высшей лиге, также провёл 8 матчей в Кубке страны и 9 игр в еврокубках (включая Кубок Интертото).
С 2005 года играл за клубы высшей лиги Беларуси — «Гомель», «Неман» (Гродно), МТЗ-РИПО (Минск), но нигде не оставался более чем на сезон. В 2008 году выступал в Казахстане за «Тобол» (Кустанай) и стал серебряным призёром чемпионата Казахстана. После возвращения на родину провёл один сезон за «Гранит» (Микашевичи), а затем по половине сезона за «Неман» (Гродно), «Торпедо» (Жодино) и «Динамо» (Брест).
Летом 2011 года перешёл в клуб «Городея», игравший в первой лиге, провёл в его составе три с половиной сезона, сыграв более 70 матчей. В 2012 и 2013 годах становился серебряным призёром первой лиги, однако оба раза команда уступала в переходных матчах за выход в высший дивизион. В 2015 году футболист вернулся в элиту, подписав контракт с клубом «Славия-Мозырь», стал одним из лидеров клуба и капитаном команды в нескольких матчах, но по окончании сезона завершил карьеру.
Всего в высшей лиге Беларуси сыграл 178 матчей и забил 21 гол.
Выступал за молодёжную и олимпийскую сборную Беларуси. Участник финального турнира молодёжного чемпионата Европы 2004 года.

## Тренерская карьера
С 2016 года работал детским тренером в школе БАТЭ. В начале 2019 года по приглашению Алексея Баги стал его ассистентом в основной команде борисовского клуба. В начале 2020 года вслед за Алексеем Багой перешёл в вильнюсский «Жальгирис», где также стал его ассистентом. В декабре покинул клуб. С января по май помогал Баге в казахстанском «Актобе». В сентябре вошёл в тренерский штаб солигорского «Шахтёра». В декабре 2021 года покинул клуб.